# Trooping the Colour

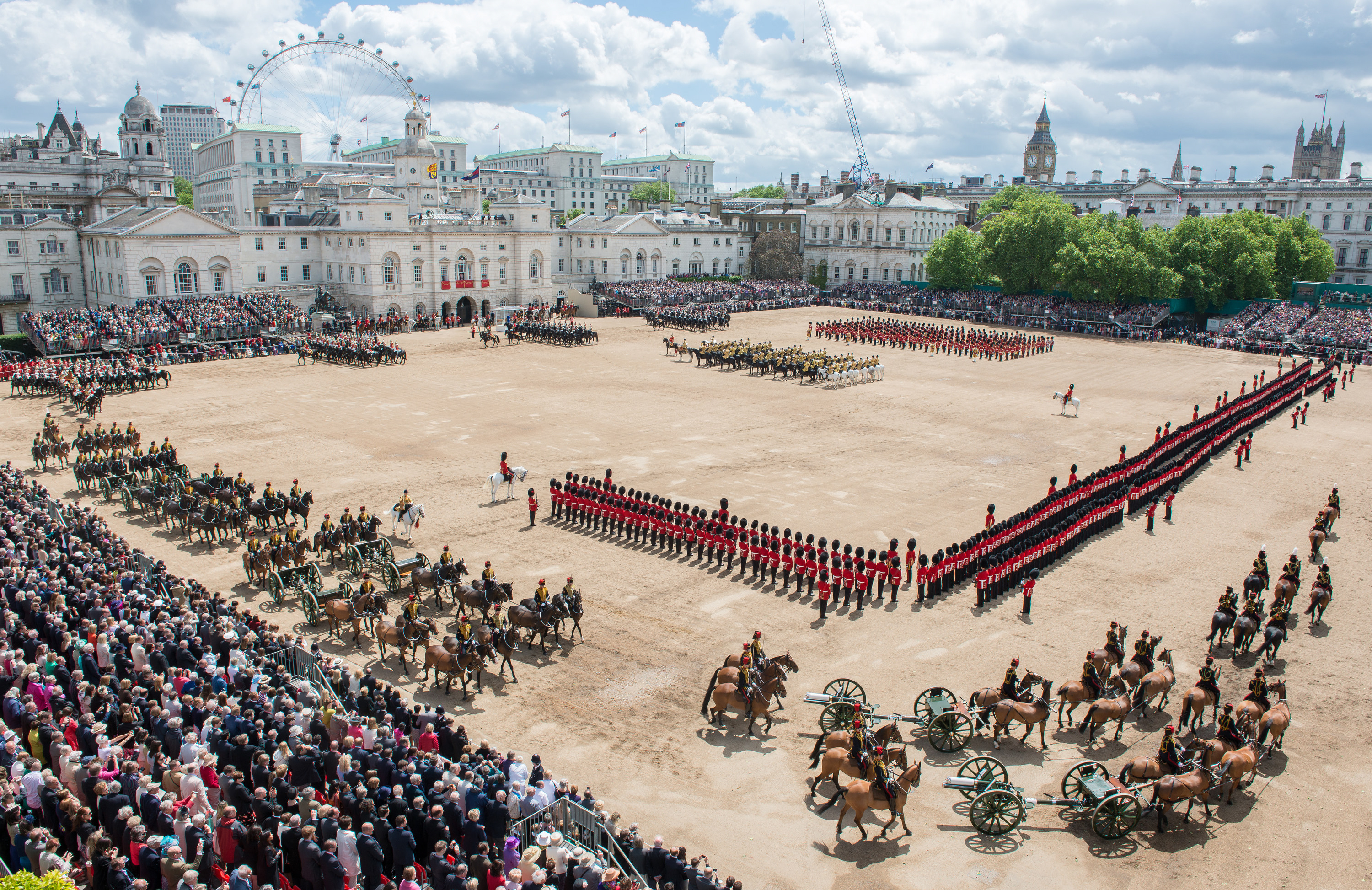
Trooping the Colour 2013, Horse Guards Parade

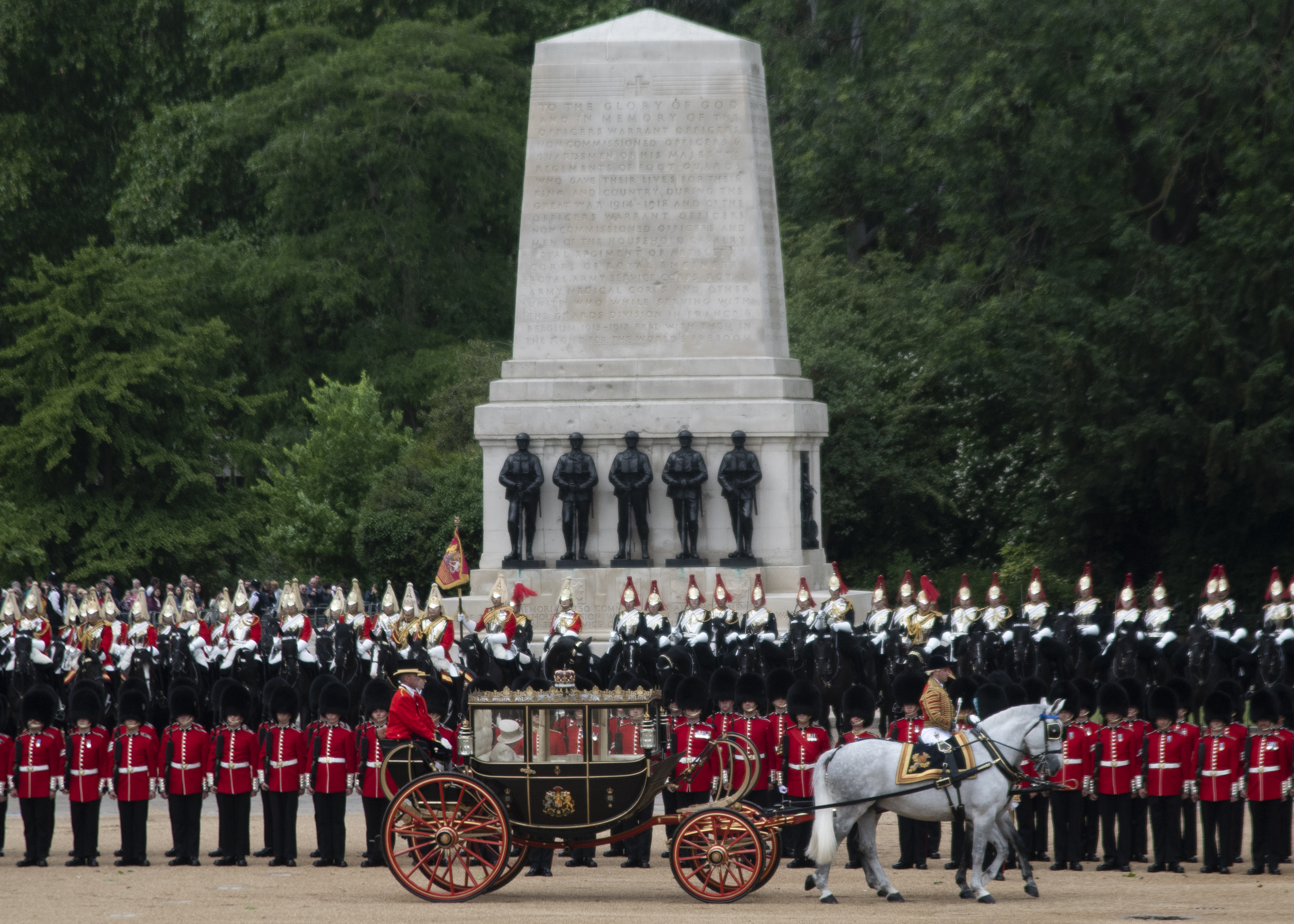
Königin Elisabeth II. beim Abnehmen der Paradeaufstellung, (2019)

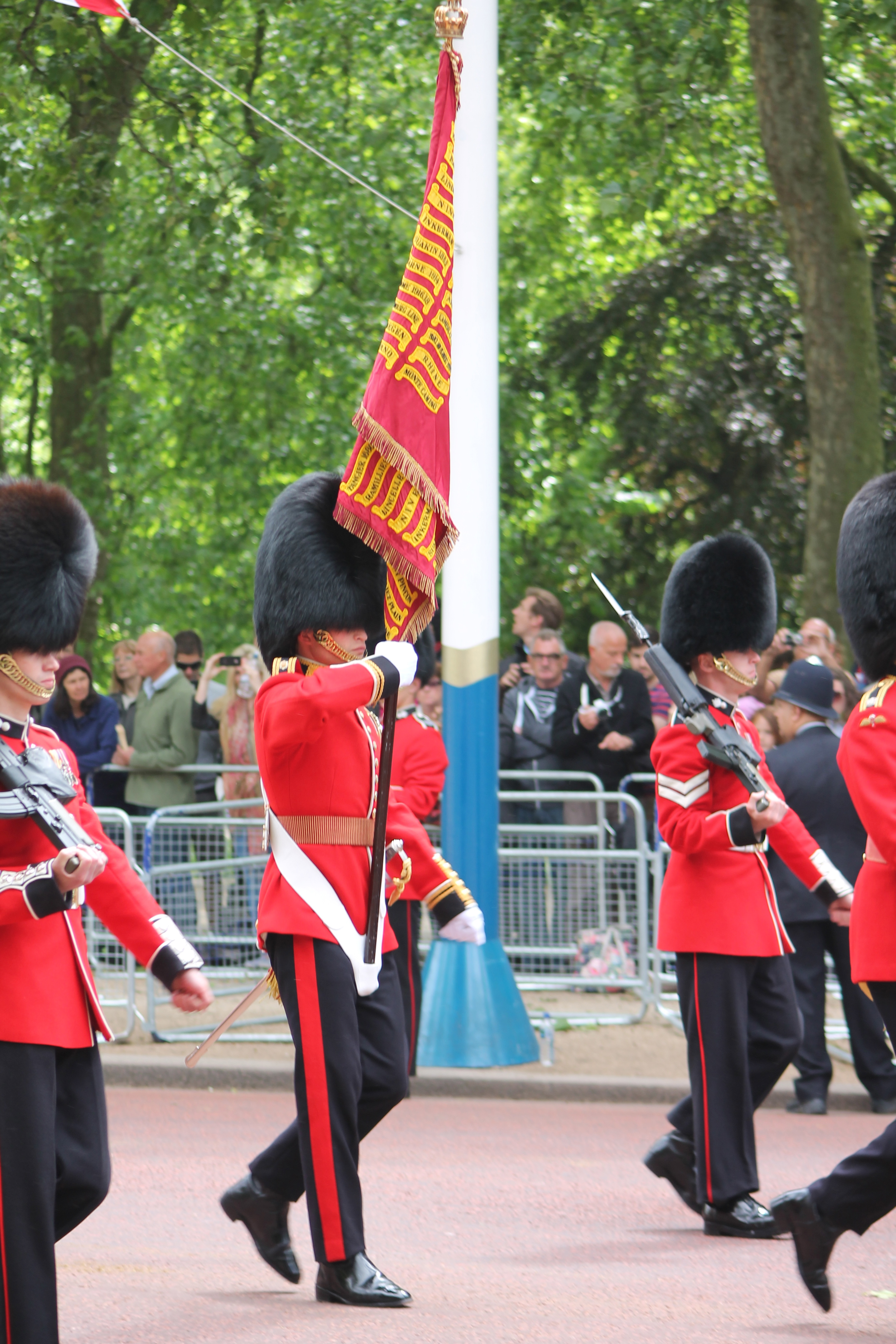
Die Queen’s Colour der Grenadier Guards. Auf den goldfarbenen Bändern an der Fahne sind die wichtigsten Schlachten vermerkt, an denen das Regiment in seiner Geschichte teilgenommen hat.

Trooping the Colour (deutsch sinngemäß: „Die Farben der Fahne den Truppen zeigen“) ist die alljährliche Militärparade im Juni zu Ehren des Geburtstages des jeweiligen britischen Monarchen.
Die Parade findet in der Regel am zweiten Samstag im Juni auf dem Horse Guards Parade, dem größten offenen Platz in London, statt und wird von Soldaten der Household Division durchgeführt, in der alle britischen Infanterie- und Kavallerieregimenter mit Garderang zusammengefasst sind. Sie wird vom Monarchen abgenommen, der von weiteren Mitgliedern der königlichen Familie begleitet wird. Zahlreiche nationale und internationale Ehrengäste sowie ein großes öffentliches Publikum nehmen daran teil.

## Geschichte
Der Ursprung der Zeremonie liegt im Brauch des täglichen Vorführens der Truppenfahnen vor den Soldaten, damit sie diese sehen und später im Kampf wiedererkennen konnten. Diese enge Bindung an die Fahne war nötig, um im Durcheinander historischer Schlachtfelder einen festen Orientierungspunkt zu besitzen, der – ohne moderne Kommunikationsmittel – die Führung der Truppen sowie deren Verortung auf dem Schlachtfeld überhaupt erst ermöglichte. Trooping the Colour, das erstmals im 17. Jahrhundert unter Karl II. von England durchgeführt wurde, übertrug diese Symbolik auf die Person des Monarchen: Das Vorführen der Fahnen vor den Garderegimentern in Gegenwart des Herrschers sollte diese an ihre besondere Pflicht ihm gegenüber erinnern. Seit 1805 wurde die Zeremonie öffentlich vollzogen und findet seither – bis auf einige Ausnahmen wie in den Jahren des Zweiten Weltkriegs, 1948 wegen außergewöhnlich schlechten Wetters, 1955 wegen eines Eisenbahnerstreiks – jährlich statt.
Aufgrund der Corona-Pandemie wurde die Parade in den Jahren 2020 und 2021 auf Schloss Windsor abgehalten. Dort fand sie in stark veränderter und reduzierter Form statt: 2020 nahmen einzig 85 Mann der Fußgarden teil, darunter 50 Musiker; 2021 waren es 275 Soldaten, davon 70 Berittene der Blues and Royals, der Life Guards sowie des King’s Troop, Royal Horse Artillery. Die Truppen hatten zueinander einen Mindestabstand einzuhalten, zudem war die Öffentlichkeit ausgeschlossen und konnte nur in Form der Fernsehausstrahlung der BBC an dem Ereignis teilhaben.
Aufgrund der außergewöhnlich langen Herrschaft Elisabeths II. hat bisher kein englischer Monarch eine größere Anzahl an Geburtstagsparaden abgenommen als die am 8. September 2022 verstorbene Königin. 2022 zog man aus Anlass des 70. Jubiläums der Thronbesteigung von Königin Elisabeth II. die Parade auf den 2. Juni vor, einen Donnerstag. Der Werktag wurde einmalig zum arbeitsfreien Feiertag erklärt, die Truppenschau bildete den Auftakt der viertägigen Feierlichkeiten. Die Queen nahm die Parade erstmals nicht persönlich ab, sondern delegierte die Aufgabe an ihren Sohn, den damaligen Thronfolger und heutigen König Charles III. Nach Abschluss der Parade grüßte die Monarchin jedoch die während ihres Abmarsches am Buckingham Palace vorbei defilierenden Truppen vom Balkon ihrer Residenz aus.
Die anlässlich des Ereignisses auf dem Horse-Guards-Parade-Areal aufgebauten Tribünen fassen rund 8000 Zuschauer. Bei vielen Gästen handelt es sich um Familienangehörige der paradierenden Soldaten.

## Ablauf

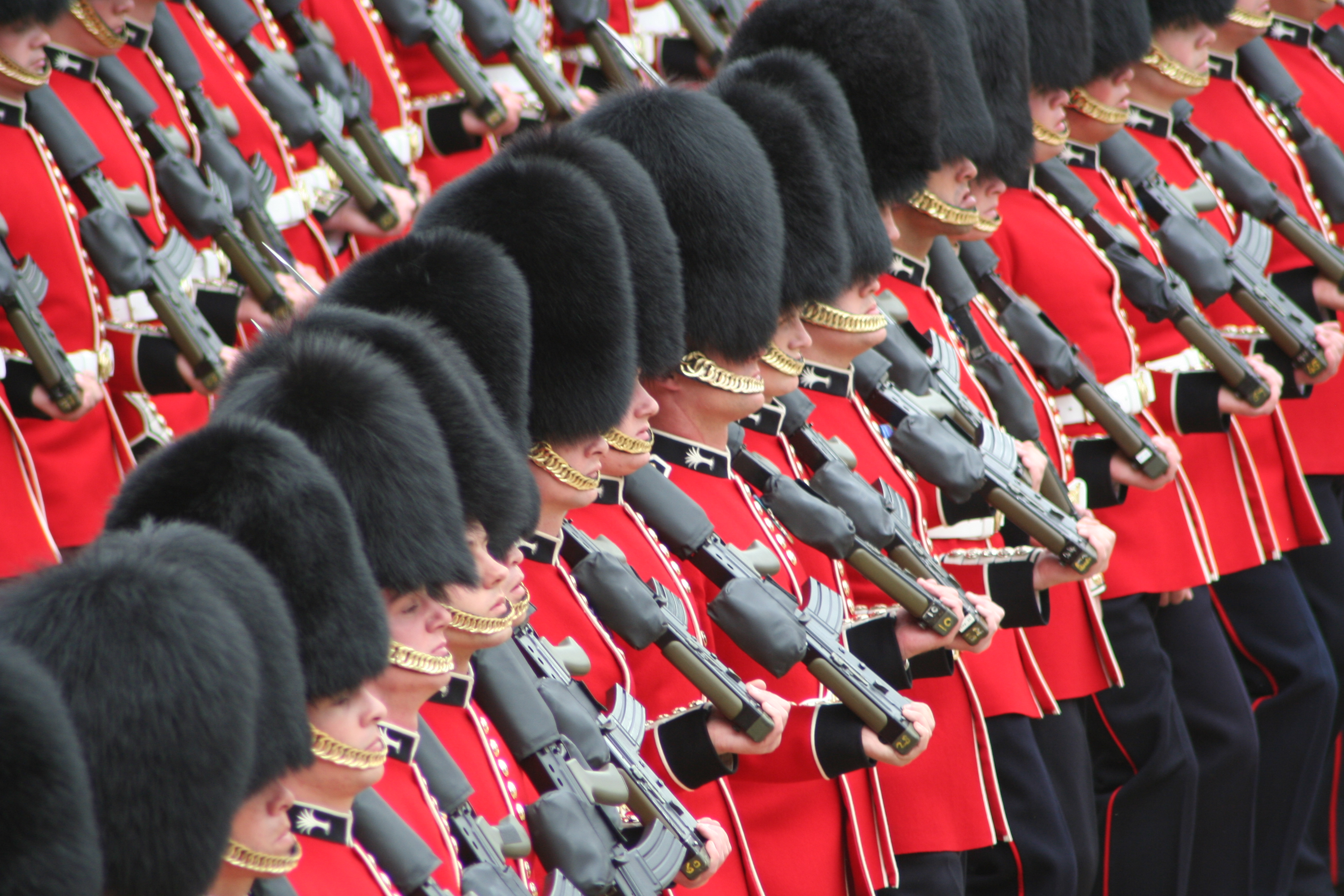
Paradeaufstellung der Welsh Guards bei Trooping the Colour (2007)

Das die Parade ausrichtende Foot-Guards-Regiment wechselt in der Regel jährlich. Zu Ausnahmen kommt es, wenn etwa das ausrichtende Regiment wegen eines Auslandseinsatzes verhindert sein sollte und sich dann durch ein anderes Foot-Guards-Regiment „vertreten“ lässt. Die Parade ausrichten können, aufgeführt vom rangältesten zum rangjüngsten Regiment, die Grenadier Guards, Coldstream Guards, Scots Guards, Irish Guards oder die Welsh Guards. Zur Parade trägt der Monarch traditionell die Uniform des ausrichtenden Regiments. Königin Elisabeth II. wohnte der Parade jedoch seit 1987 nur in Zivilkleidung bei. Erst ihr Sohn, König Charles III., trug bei der Parade 2023 wieder Uniform.
Vor Beginn der Parade nehmen die teilnehmenden Einheiten am Horse Guards Parade in L-Formation Aufstellung, wobei die vereinigten Musikkorps (Massed Bands) der Garderegimenter sowie die Truppenteile der Infanterie unmittelbar auf dem Exerzierplatz und die der Artillerie dahinter auf der westlich gelegenen Horse Guards Road vor dem Guards Memorial antreten. Die Einheiten der Kavallerie treffen erst später, zusammen mit dem Monarchen, ein und formieren sich dann neben der Artillerie. Abseits der Formation steht das Fahnenkommando, das die sogenannte King’s Colour führt, die später im Rahmen der Parade in den Mittelpunkt rücken wird. Diese spezielle Truppenfahne, die bei den britischen Garderegimentern purpurrot gefärbt ist, wird nur bei solchen Anlässen geführt, an denen der Monarch selbst teilnimmt. Jedes Jahr stellt ein anderer Verband der insgesamt fünf Garderegimenter seine jeweilige King’s Colour für Trooping the Colour zur Verfügung und rückt somit in den Mittelpunkt des Zeremoniells.
Die Angehörigen der königlichen Familie, die an Trooping the Colour teilnehmen, verlassen den Buckingham Palace in Kutschen und erreichen Horse Guards Parade etwa eine Viertelstunde später. Sie begeben sich dann in das Horse-Guards-Gebäude, von wo aus sie die Parade verfolgen. Als letzter verlässt der König selbst den Palast, wobei er von einer umfangreichen Kavallerieeskorte begleitet wird, und erreicht traditionell möglichst pünktlich um 11 Uhr den Paradeplatz. Dort wird er mit einem Royal Salute begrüßt, während seine Eskorte aus Angehörigen der Life Guards und der Blues and Royals ihre Paradeposition im Hintergrund einnimmt.
Im Anschluss inspiziert der König die angetretenen Truppenteile. Begleitet wird er dabei von verschiedenen nahen Verwandten in Uniform zu Pferd, die Ehrenränge in der britischen Armee bekleiden, sowie von verschiedenen hochrangigen Militärs, die truppendienstliche Vorgesetzte der teilnehmenden Einheiten sind. Dabei werden zunächst die angetretenen Truppenteile der Infanterie, dann die Kavallerie und am Ende die Artillerie abgenommen. Letztere, die King’s Troop, Royal Horse Artillery, nimmt erst seit 1998 an der Parade teil.
Nach der Inspektion begibt sich der König auf eine Position vor dem Horse-Guards-Gebäude und nimmt von dort aus zunächst den Auftritt der vereinigten Musikkorps ab, die zuerst in langsamem, dann in schnellem Tempo über den Paradeplatz marschieren. Traditionell ist dabei das erste gespielte Musikstück der langsame Marsch aus Meyerbeers Oper Die Hugenotten. Beim Marsch der Musikkorps zu ihrer neuen Position zwischen König und Gardeinfanterie löst sich ein einzelner Trommler aus der Formation und stellt sich an den Flügel der angetretenen Garderegimenter. Von dort schlägt er ein kurzes Signal (The Drummer’s Call), das den Auftakt zum nächsten Element der Parade bildet.
Hierzu marschiert die am äußersten rechten Flügel aufmarschierte Gardeformation, deren King’s Colour jeweils im Mittelpunkt steht, zu den Klängen des britischen Traditionsmarsches The British Grenadiers zunächst geradeaus vor und schwenkt dann quer über den Platz auf das abgesetzt stehende Fahnenkommando zu. Hier übernimmt dann ein junger Offizier aus der Formation, der Ensign, die Truppenfahne nach einem komplizierten Reglement, dessen korrekte Umsetzung traditionell in den britischen Medien besonders genau beobachtet und kommentiert wird. Nach der Übernahme wendet sich der Ensign mit der Fahne seiner Abteilung zu, die vor ihr das Gewehr präsentiert, wobei erneut die britische Nationalhymne erklingt. Die Formation, die nun die Fahne übernommen hat, ist nun nicht mehr – wie zuvor – „Escort for the Colour“ (deutsch sinngemäß: Für die Fahne bereitstehende Eskorte), sondern „Escort to the Colour“ (deutsch sinngemäß: Eskorte der Fahne). Im Anschluss wird die King’s Colour durch die Reihen der übrigen Garderegimenter getragen, bis die Escort to the Colour wieder ihre Ausgangsposition am Flügel der Aufstellung erreicht hat.
Im Anschluss formiert sich die Infanterie zum Vorbeimarsch vor dem König. Er erfolgt erst im langsamen, dann im schnellen Tempo. Entsprechend werden die langsamen bzw. schnellen Parademärsche der beteiligten Garden gespielt: Scipio und The British Grenadiers (Grenadier Guards), Figaro und Milanollo (Coldstream Guards), The Garb of Old Gaul und Hielan Laddie (Scots Guards), Let Erin remember und St. Patrick’s Day (Irish Guards), Men of Harlech und Rising of the Lark (Welsh Guards). Beim schnellen Vorbeimarsch werden allerdings regelmäßig auch andere Werke der militärischen Marschmusik aus aller Welt gespielt (siehe unten: Sonstiges). Beim Vorbeimarsch in langsamem Tempo senkt der Ensign die Fahne vor dem König, der ihr seinen Respekt erweist, Zivilpersonen haben sich von ihren Plätzen zu erheben und Angehörige des Militärs den militärischen Gruß zu erweisen, um die Fahne zu ehren. Beim Vorbeimarsch in schnellem Tempo wird die Fahne dann nicht mehr gesenkt.

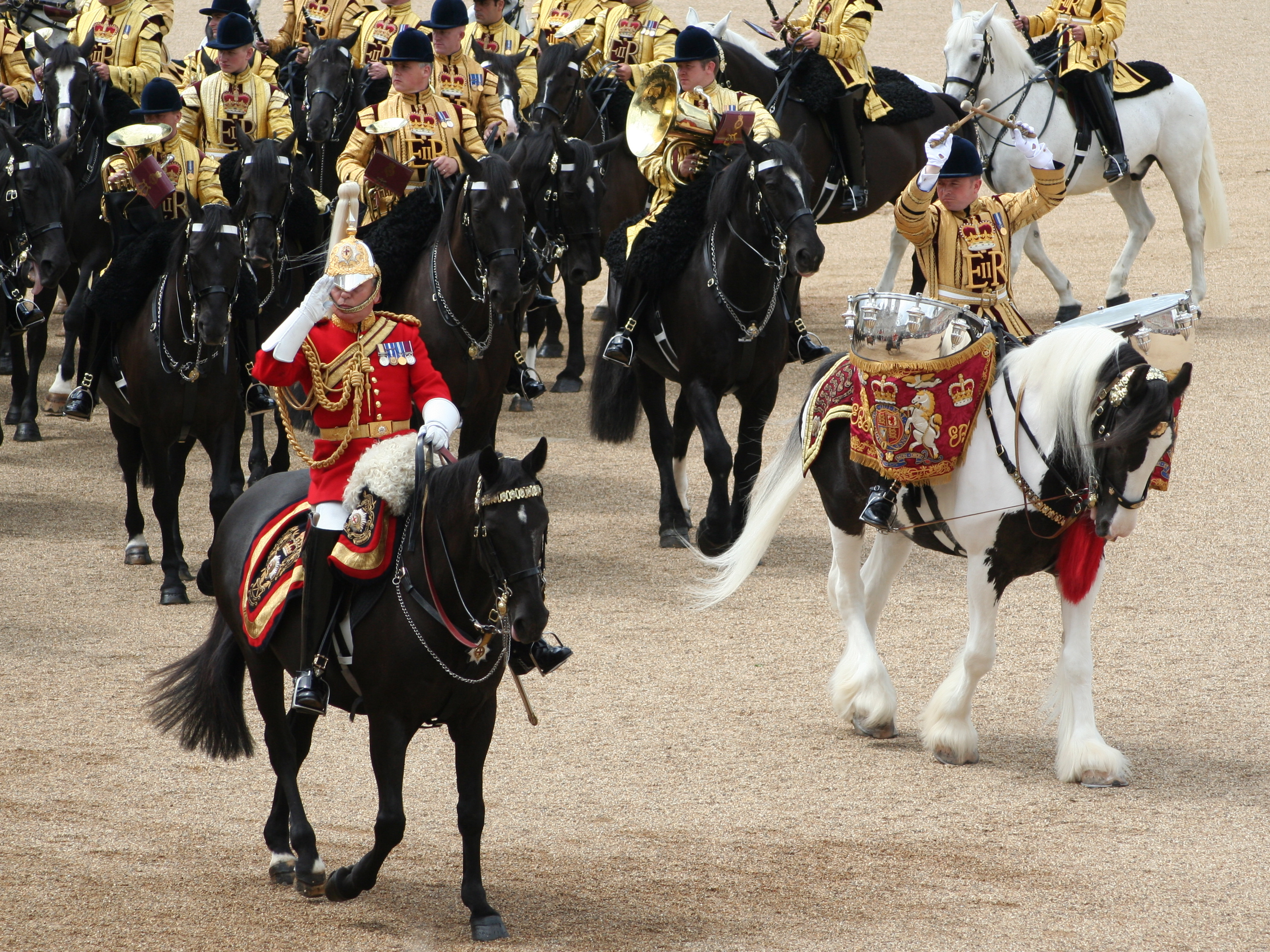
Vorbeiritt der Massed Mounted Band (vereinigte Trompeterkorps) vor Elisabeth II. (2007)

Nach Abschluss des Vorbeimarsches formiert sich die Infanterie wieder in der ursprünglichen L-Formation und überlässt das Paradefeld den reitenden Truppen, der Artillerie und der Kavallerie. Auch dieser Vorbeiritt findet in langsamem und schnellem Tempo statt. Bei ersterem spielen die vereinigten Kapellen der Kavallerie die Märsche The Royal Horse Artillery’s Slow March, The Life Guards, The Blues and Royals und The Royals. Genau wie bei der Infanterie wird die Standarte der Kavallerie nur beim langsamen Vorbeiritt (im Schritt) gesenkt. Da die Artillerie keine Truppenfahne führt, wird stellvertretend das erste der mitgeführten historischen Geschütze gegrüßt. Der anschließende schnelle Vorbeiritt (im Trab) erfolgt für alle Einheiten unter den Klängen von The Keel Row. Ist dieser abgeschlossen, reiten die Life Guards und die Blues and Royals sofort zum Buckingham-Palast weiter, während die King’s Troop, Royal Horse Artillery im Green Park 41 Salutschüsse abfeuert. Nach einem weiteren Royal Salute formiert sich die Infanterie zum Abmarsch und kehrt mit dem König an der Spitze zum Palast zurück, wo der Monarch noch einmal einen Vorbeimarsch der Truppen abnimmt und eines der beteiligten Garderegimenter unmittelbar den Wachdienst am Buckingham Palace übernimmt.
Im Anschluss an das Ereignis versammelt sich die königliche Familie auf dem Balkon des Buckingham Palastes, um den Überflug von Flugzeugen der Royal Air Force zu beobachten.

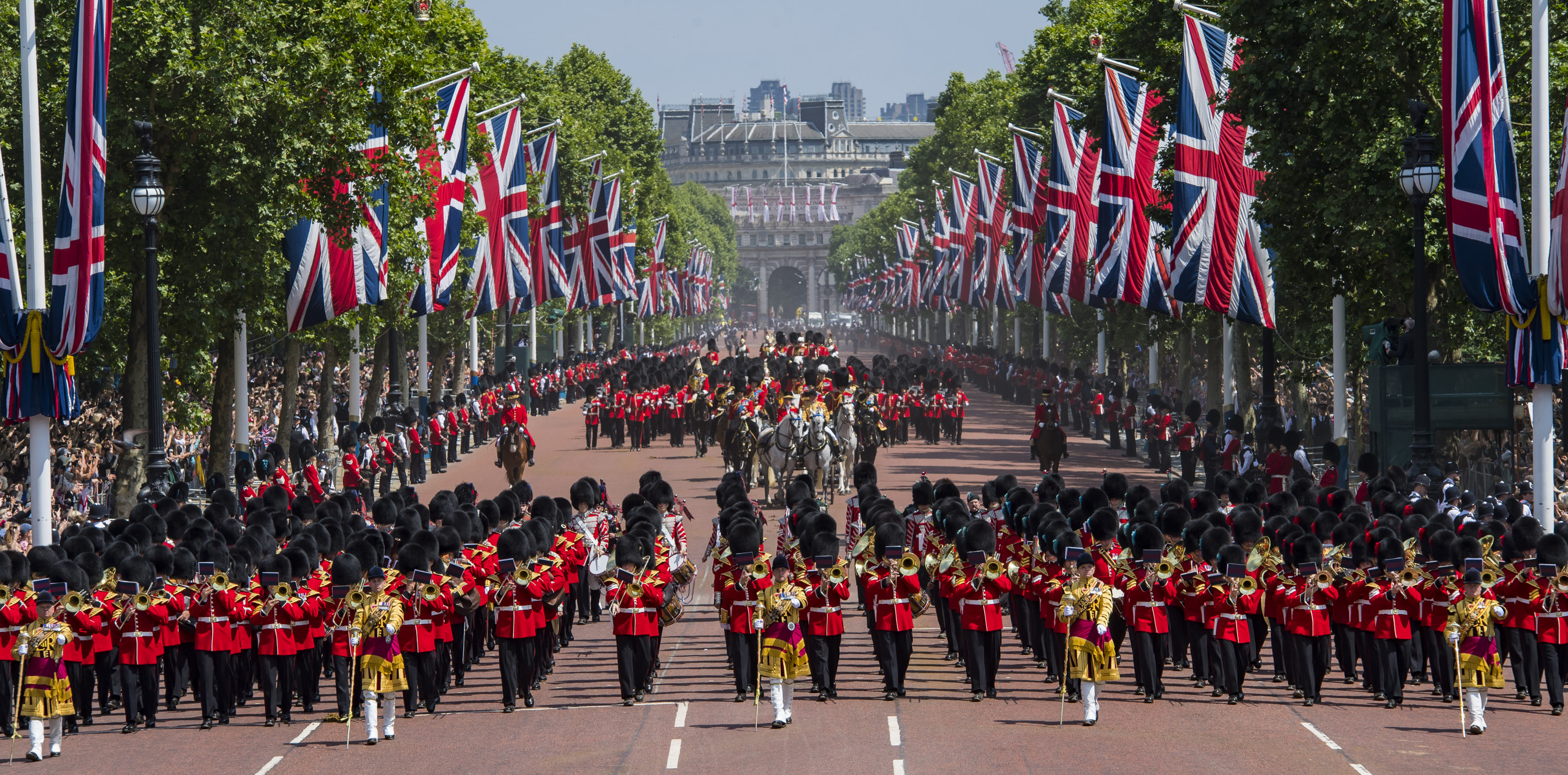
Elisabeth II. kehrt nach der Inspektion der Truppen in Begleitung der Coldstream Guards zum Buckingham Palace entlang The Mall zurück

## Rezeption
Die Parade ist auch im Ausland beliebt. Sie wird seit Jahrzehnten auch vom deutschen Fernsehen übertragen und in den meisten Nachrichtensendungen wenigstens mit einer Meldung gewürdigt sowie meist mit einem Bericht im heute-journal und in den Tagesthemen.
Die Liveübertragung im Ersten kommentierte über 40 Jahre lang, ab dem silbernen Thronjubiläum Elisabeths II., von 1977 bis 2019, Rolf Seelmann-Eggebert, bevor er schließlich in den Ruhestand trat. Die in den Jahren 2020 und 2021 aufgrund der weltweiten Corona-Pandemie in reduzierter Form abgehaltenen Geburtstagsparaden auf Windsor Castle hatte die ARD nicht ausgestrahlt. Zur Geburtstagsparade 2022, die wieder in traditioneller Form im Herzen Londons stattfand, übernahm erstmals Leontine von Schmettow den Part Seelmann-Eggeberts bei der Live-Übertragung der ARD.

## Sonstiges
- An den beiden Samstagen vor dem Paradetermin finden jeweils öffentliche Generalproben von Trooping the Colour statt, die von den beiden zuständigen Kommandeuren abgenommen werden: Zwei Wochen vor dem Termin ist dies der Major General der Household Division (Major General’s Review), eine Woche vorher der Regimentskommandeur des im Mittelpunkt stehenden Garderegiments (Colonel’s Review). Da Trooping the Colour stets großes öffentliches Interesse hervorruft und das Kontingent frei verfügbarer Eintrittskarten meist schon Jahre im Voraus vergeben ist, sind diese – abgesehen von der Anwesenheit des Königs – im Ablauf identischen Veranstaltungen bei Zuschauern sehr beliebt.

- Die intensive Übungsphase der teilnehmenden Truppenteile vor der Parade beginnt üblicherweise im April. Aufgrund der zahlreichen komplizierten Schwenkungen und Wendungen auf relativ engem Raum, die eine äußerst exakte zeitliche und räumliche Planung benötigen, gilt Trooping the Colour als eines der anspruchsvollsten militärischen Zeremonielle der Welt.

- Bereits kurz nach dem Ende der Parade erfolgt eine erste Manöverkritik durch den Monarchen, die während der Regentschaft von Königin Elisabeth bei den Verantwortlichen aufgrund ihres Blicks für Details sowie ihrer langjährigen Erfahrung mit dem Ablauf gefürchtet war.

- Seit einigen Jahren werden zum schnellen Vorbeimarsch der Fußtruppen häufig deutsche bzw. österreichische Militärmärsche gespielt. Beispiele dafür sind In Treue fest von Carl Teike, Die Regimentskinder von Julius Fučík, Gottfried Piefkes Margaretenmarsch, der Kaiser Friedrich-Marsch von Carl Friedemann, der Parademarsch Nr. 1 von Julius Möllendorf und der Coburger Josias von Michael Haydn. Zur Formierung der Fußgarden zum Abmarsch Richtung Buckingham Palace schlagen die Spielleute (Trommler und Pfeifer) mittlerweile bereits traditionell Preußens Gloria von Gottfried Piefke.

- Weibliche Soldaten nehmen seit 1998 aktiv an der Parade teil, als der King’s Troop zum ersten Mal das Kontingent der paradierenden Einheiten ergänzte.[12] Seit 2002 dienen weibliche Musiker in den Militärkapellen zu Fuß und zu Pferd.[13] In die Blues and Royals traten im Dezember 2018 die ersten weiblichen Rekruten ein.[14] Nachdem Frauen 2019 der Dienst auch in Kampfeinheiten der britischen Armee erlaubt wurde, akzeptierten die Fußgarden noch im selben Jahr die ersten weiblichen Bewerber. Dazu wurde eigens die bisher geforderte Mindestkörpergröße von 6ft 2ins (1,88 m) auf 5ft 10ins (1,78m) abgesenkt. Nach sechsmonatiger Ausbildung stießen die ersten von ihnen, Anfang 2020, zur Truppe. Die Bezeichnung guardsman (Plural: guardsmen) wurde für weibliche Gardisten beibehalten, und nicht etwa in guardswoman bzw. guardswomen geändert.[15][16] An der königlichen Geburtstagsparade nahmen weibliche Gardisten dann erstmals im Sommer 2020 teil, als das Ereignis coronabedingt auf Schloss Windsor, in stark reduzierter Form, abgehalten wurde.[17]

- Königin Elisabeth II. nahm die Parade, bis einschließlich 1986, hoch zu Ross ab. Dazu trug sie eine Damenversion der Uniform jenes Foot Guards Regiments, das die Parade aktuell ausrichtete: eine rote Uniformjacke mit wechselnden Regimentsabzeichen, dazu Damenbarett mit wechselndem Regiments-Federstutz und einen langen schwarzen Rock. Entsprechend ritt sie im Damensitz und führte keine Seitenwaffe, wie es stattdessen männliche Monarchen tun.

- Anders Elisabeths Tochter, Prinzessin Anne, die seit Ende 1998 Oberst der Blues and Royals ist: In dieser Eigenschaft nimmt sie seit 1999 an Trooping the Colour teil, jedoch stets in Männeruniform inklusive Hosen, im Herrensattel reitend und mit einem Kavalleriesäbel bewaffnet.[18]

- 1987 trug die damals 61 Jahre alt gewordene Königin Elisabeth II. zur Parade erstmals zivil und ließ sich in einer offenen, 1842 erbauten, weißen Kutsche zum Paradeplatz fahren.[19] Dem Ereignis wohnte sie von nun an auf einer kleinen, bestuhlten Tribüne bei, größtenteils im Sitzen.[20]

- Prinzgemahl Philip, Duke of Edinburgh, begleitete seine Frau seit 1953, nach seiner ehrenhalber erfolgten Beförderung zum Feldmarschall und Oberst der Welsh Guards. Noch 2002, mit 81 Jahren, tat er das zu Pferd, ab 2003 saß er dann neben der Königin in der Kutsche und auf der Ehrentribüne.[21] Prinz Philip nahm 2017 ein letztes Mal, und dies erstmals in Zivilkleidung, an der Parade teil. Kurz darauf zog er sich weitestgehend aus der Öffentlichkeit zurück.[22]
- König Charles’ III. erste[23][24] offizielle Geburtstagsparade war am 17. Juni 2023.